# Grand Theft Auto VI
Grand Theft Auto VI (Grand Theft Auto 6, i förkortning GTA 6) är ett kommande konsolspel under utveckling av Rockstar Games. Det är det åttonde huvudspelet i Grand Theft Auto-spelserien, efter Grand Theft Auto V (2013), och det sextonde spelet totalt sett. Efter år av spekulationer och läckor bekräftade Rockstar i februari 2022 att spelet var under utveckling. Inspelningar från ofärdiga versioner läckte online i september 2022 i det som beskrevs som en av de största läckorna i dataspelsbranschens historia.
Den 8 november 2023 lade Rockstar Games ut ett inlägg på deras Twitter-konto, angående att Rockstar firar sitt 25-årsjubileum i december 2023. Inlägget avslutades med tillkännagivandet att de skulle släppa en trailer för nästa Grand Theft Auto-spel i tidiga december 2023.
Spelet avslöjades formellt den 5 december 2023 och var planerat att släppas under hösten 2025 för Playstation 5 och Xbox Series X/S. Rockstar beslöt för att släppa trailern till spelet tidigt, då den hade läckt och spridits online.
Den 2 maj 2025 meddelade Rockstar Games att spelet blivit försenat och att det istället kommer att släppas den 26 maj 2026.
De har också avslöjat att staden som spelet ska utspela sig i, baserad på Miami i den amerikanska delstaten Florida, kommer att ha namnet Vice City medan delstaten kommer att heta Leonida.
Den andra trailer släpptes den 6 maj 2025 och blev snabbt den mest visade trailern för ett dataspel inom 24 timmar någonsin.
Spelet kommer ha en kvinnlig huvudperson för första gången i serien vid namn Lucia Caminos. Spelare kommer även med stor sannolikhet att kunna spela som Lucias partner vid namn Jason Duval.
GTA 6 ryktas ha en budget på cirka 2 miljarder amerikanska dollar, vilket är den största budgeten för ett dataspel genom tiderna.